# Margem equatorial brasileira
A margem equatorial brasileira (MEB ) corresponde ao trecho brasileiro da margem equatorial sul-americana.  Estende-se da foz do rio Oiapoque ao litoral norte do Rio Grande do Norte e inclui as cinco  bacias sedimentares que se formam nas margens continentais passivas, ao longo da costa norte-nordeste:
- Foz do Amazonas
- Pará-Maranhão
- Barreirinhas
- Ceará
- Potiguar

Apesar da relativa carência de conhecimento geológico, a MEB é considerada uma fronteira com reservas significativas de combustíveis fósseis, tornando-se foco de projetos da Petrobrás para exploração em múltiplos pontos.
Já a margem equatorial sul-americana corresponde à projeção marítima das fronteiras internacionais da Venezuela, Guiana, Suriname,  Guiana Francesa e Brasil,  abrangendo as respectivas zonas econômicas exclusivas.

## Ampliação da plataforma continental brasileira
Em maio de 2004, o Brasil pleiteou à Comissão de Limites da Plataforma Continental (CLPC) da Organização das Nações Unidas (ONU) a expansão da sua plataforma continental para além das 200 milhas náuticas autorizadas pelas autoridades internacionais, totalizando um aumento de 2 094 656,59 km², que elevaria a área total para 5 669 852,41 km². Isso daria ao país o direito  de explorar os recursos existentes no subsolo marinho, numa área significativamente maior. A CLPC é um organismo internacional, criado sob a égide da Convenção das Nações Unidas sobre o Direito do Mar e ao qual cabe examinar e decidir sobre as reivindicações dos países costeiros quanto ao estabelecimento dos limites exteriores de suas plataformas continentais, inclusive expansão de suas áreas de soberania. Na proposta do Brasil, a margem continental brasileira foi dividida em três áreas:
- Região Sul
- Margem Equatorial
- Margem Oriental-Meridional

Inicialmente, a CLPC aceitou apenas parte da proposta, de forma que os representantes brasileiros entregaram uma proposta revista, em 8 de setembro de 2017. Em março de 2019, a CLPC aprovou a reivindicação brasileira para a Região Sul. Em 26 de março de 2025, foi aceita a reivindicação brasileira referente à região da Margem Equatorial, ficando assim reconhecidos os direitos do Brasil a uma área de 360 mil quilômetros quadrados. A proposta para a Margem Oriental-Meridional está em análise pela CLPC.

## Setor norte
O setor norte da margem continental brasileira (MCBN) é uma região da plataforma continental localizado no litoral norte do Brasil, entre o  Cabo Orange, no Amapá, e o Cabo Calcanhar, no Rio Grande do Norte. Sua área é de aproximadamente 360 mil km². As principais bacias  correspondem aos rios Amazonas e Pará. Ao longo da MCBN encontram-se feições geomorfológicas constituídas como vales e bancos arenosos submarinos, cânions dos rios Amazonas e Pará, ao largo do Amapá e dos golfões Amazônico e Maranhense. Essas feições, principalmente cânions e bancos de areia, estão em locais com alta energia de maré, fazendo com que as feições costeiras avancem para a plataforma interna. A plataforma externa, próxima ao cânion do Amazonas é caracterizada por bancos arenosos com fundos carbonáticos e lamas continentais. A margem continental brasileira é do tipo passiva, compreendendo plataforma continental, talude continental e elevação continental antes da planície abissal. O clima da MCBN é quente e úmido, o que favorece a grande descarga de sedimentos terrígenos pelos estuários e deltas da região, que por sua vez favorecem um alargamento da plataforma continental.